# ペスカロロ・01
ペスカロロ・01 (Pescarolo 01) は、フランスのレーシングチーム、ペスカロロ・スポールが、完全自社製作した最初のプロトタイプレーシングカーである。ル・マン・シリーズとル・マン24時間レースで使用されるル・マン・プロトタイプ（LMP）1とLMP2の車両規定に沿って設計されており、クラージュ・コンペティションから購入した車両に大規模な改造を加えて製作された、ペスカロロ・C60の後継モデルとなる。デビューレースは2007年のモンツァ1000キロレースだった。2012年よりペスカロロ・01のLMP2カーは、オンローク・オートモーティヴが製造し、「モーガン・LMP2」となった。

## 開発
2006年末、プロトタイプレーシングカーのクローズドタイプのコックピットの開発を促進させることを主眼とする新しいレギュレーションが、フランス西部自動車クラブ（ACO）が主催する様々なシリーズに対して発効することとなった。これらのレギュレーションは、シャシーのレイアウトに関して広範囲にわたる変更を余儀なくさせ、2006年シーズンで使用していたレースカーは翌2007年シーズンでは不適合車となってしまう為、多くのチームが新車を購入するか製造するかを迫られることになった。この時ペスカロロ・スポールは、ベース車のクラージュ・C60にペスカロロ・スポールが数年前に大規模な改造を施した2台のペスカロロ・C60でレース参戦を行なっていた。しかしC60は2007年からの新レギュレーションに適合しない為、チームオーナーのアンリ・ペスカロロは、初めてフル（完全製作の）コンストラクター（レースカー製造者）になることを決断した。C60の多くの機能は01の設計に引き継がれることになった。
C60と異なる点として、01は自チームであるペスカロロ・スポールのみによる使用だけでなく、他チームに対しても01の顧客として販売することを想定して開発されている。LMP1とLMP2の両クラスのレギュレーション規定に適合しながら、顧客の要望ごとに細かい違いの01のバリエーションを設計して、顧客層の拡大に努めている。

## レースの歴史

### 2007年
01の第1号車が完成すると、いくつかのチームがシャシーの購入の意向を発表した。イギリスのチームのロールセンター・レーシング（Rollcentre Racing）は、LMP1のカテゴリーに再参入し、ジャッドのエンジンを搭載した2台のペスカロロ・01で戦うことを選択した。ドイツのチームのクルーゼ・モータースポーツ（Kruse Motorsports）は（LMP1より）小排気量のジャッド製V8エンジンを使用するLMP2カーの最初の購入者であった。リスターもまた不適合となってしまったプロトタイプレーシングカー、リスター・ストーム LMPに替わって、01のシャシーを購入して改良を図る意向を示した。
01のデビューレースとなるル・マン・シリーズの開幕戦で、2台のペスカロロ・01が出走し、2台のプジョー・908 HDi FAPも参戦する中、16号車は2位に入り、17号車は4位に入っている。ロールセンターとクルーゼのレースカーもまたポイント獲得圏の順位に入っている。
前年2006年のレースで2位に入っていることから、ル・マン24時間レースの自動招待枠を獲得しているペスカロロ・スポールは、ペスカロロ・01を投入して参戦した。ル・マン・シリーズに参戦中の4台のペスカロロ・01は全て参戦し、3台が完走を果たした。エマニュエル・コラール/ジャン＝クリストフ・ブイヨン/ロマン・デュマら3人がドライブするペスカロロ・スポール16号車は、優勝したアウディ・R10に11周差の3位に入った。更に11周後方の4位にロールセンターが入っている。ペスカロロ・スポール17号車は完走して13位、クルーゼのレースカーはメカニカルトラブルでレースの前半にリタイアした。
次戦のニュルブルクリンク1000キロレースでは、2台のプジョー・908 HDi FAPに続く3位に再び入った。8月19日のスパ1000キロレースでは、ペドロ・ラミー/ステファン・サラザンがドライブするプジョーに続き2位に入り、もう1台は4位となっている。
9月16日に開催されたイギリスのシルバーストン1000キロレースでは、コラールとブイヨンのドライブする16号車はプジョー車に続く2位に再び入り、プライベートチームのロールセンターが3位となった。
11月10日にインテルラゴス・サーキットで開催された最終戦のブラジル1000マイルレースでは、ペスカロロ・01は（ブイヨン/コラール/アロルド・プリマーら3人のドライブによる）1台のみのエントリーとなったが、2台のプジョー車とクリエーション・CA07に続く4位に入った。
ペスカロロ・スポール16号車は、LMP1チーム・ランキング2位となった。17号車は、ランキング7位に終わったが、ロールセンター・チームはランキング4位の成績を挙げた。クルーゼはトランスポーターが輸送中に出火に遭い、レースカーが破損した為、活動を途中で切り上げることになった。

### 2008年
2008年シーズンは、5台のペスカロロ・01がル・マン・シリーズにエントリーした。ペスカロロ・スポールとロールセンターは前年の車両でエントリーしているが、更に2台の01がフランスのソルニエ・レーシングによってエントリーされた。ジャック・ニコレがオーナーとなったこのチームは（以前に使用していた05シャーシの01による）LMP1クラスと（完全に新設計した06シャーシの01による）LMP2クラスの2つのカテゴリーにエントリーした。
LMP1クラスで4つのチームは、前年の王者のプジョーだけでなくアウディという強敵が新たに参入することになり、前年以上に手強い戦いを強いられた。ペスカロロ・スポールは、16号車と17号車がそれぞれ1回ずつ、合わせて2回表彰台に昇った。16号車は、ペスカロロ・01勢最上位のチーム・ランキング6位に入り、他のペスカロロ・01勢のチームも最低1ポイント以上を獲得している。LMP2クラスでは、最新のジャッド製V8エンジンを搭載したソルニエ・レーシングがニュルブルクリンク1000キロレースで2位の好成績を挙げ、非ポルシェ勢最高位のチーム・ランキング4位に入っている。
ル・マン24時間レースには、ル・マン・シリーズに参戦中の5台のペスカカロ・01が全て出走し、4台が完走を果たしている。ペスカロロ・スポール17号車はガソリン車最上位の総合7位に入った。ロールセンターは総合11位、LMP1のソルニエ・レーシング車は総合26位に入っている。LMP2のソルニエ・レーシング車はクラス優勝したポルシェに11周差のクラス3位となり、総合18位に入った。前年の3位で表彰台を獲得したペスカロロ・スポール16号車のみ完走を果たせずにレースを終えた。

### 2009年
2009年シーズンは、ペスカロロ・スポールと、ソルニエ・レーシングから改名したオーク・レーシングが、「Evo」と名付けられたシャーシを用いた2台ずつのペスカロロ・01で、ル・マン・シリーズにエントリーしている。オーク・レーシングは本シーズンからフランス・マツダと組むこととなり搭載エンジンをAER製MZR-Rに変更した。ペスカロロ・スポール16号車は、LMP1クラスのチーム・ランキングでローラ-アストンマーティン・B09/60を使用したAMR イースタン・ヨーロッパの13ポイント差の2位だった。ペスカロロ・スポール17号車は開幕2戦をペスカロロ・01を使用し、その後はプジョーのレースカーに切り替えている。オーク・レーシングはLMP2クラスのチーム・ランキングで6位と8位に入ったが、8位の35号車はペナルティを受けて10ポイントを減点されている。
ペスカロロ・スポールは、ル・マン24時間レースにペスカロロ・01は16号車1台のみだった。17号車はプジョー・908 HDi FAPを使用した。オーク・レーシングはLMP2クラスに2台のペスカロロ・01を擁してル・マンに臨んだ。16号車は、9台のディーゼルエンジン車のLMP1勢とガソリンエンジン車のアストンマーティン・レーシングやオレカといったライバルを相手に総合8位に入った。LMP2クラスに出走したオーク・レーシングは、24号車が好走してクラス3位で総合20位に入った。35号車は208周した時点でリタイアした。
2009年12月、オーク・レーシングはペスカロロ・スポールの事業の製造部門を引き継ぐことについて、ペスカロロ・スポールと合意した。その結果、ペスカロロ・スポールに関わる全ての商業活動ばかりでなく、プロトタイプレーシングカーの開発とシャーシやボディワークやスペアパーツの製造などについてもオーク・レーシングが引き受けることになった。

### 2010年
2010年、ペスカロロ・スポールは6月に管財人による管理下に置かれた後7月13日に解散となった為、一切のレース活動を行なわなかった。しかしながら、オーク・レーシングは、LMP2クラスに（Evoシャーシの）2台のペスカカロ・01でル・マン・シリーズに参戦した。
2010年10月15日、ペスカロロ・スポールの資産売却の際、オーク・レーシングのオーナーのジャック・ニコレとプレスティージ・レーシングのジョエル・リヴィエールは共同して敷地を購入し、後でアンリ・ペスカロロに譲与して、彼にペスカロロ・チームを復活させた。

### 2011年
2010年7月のペスカロロ・スポールの財政難による破産の後、その事業を引き継いでチーム名を新しく「ペスカロロ・チーム」と改めたチームにペスカロロは復帰している。ペスカロロ・チームはル・マン・シリーズとル・マン24時間レースのLMP1クラスに参戦した。オーク・レーシングは、2台のLMP1カーと2台のLMP2カーに独自のモディファイを施した「オーク・ペスカロロ・01」というバージョンでル・マン24時間レースに参戦している。セブリング12時間レースに参戦したオーク・ペスカロロ・01の35号車はLMP2クラスで3位に入った。ペスカロロ・チームはカステレ6時間レースに1台のみで参戦し、念願の総合優勝を果たした。古いエンジンの為に規定の適用免除を受けたジャッドのV10を搭載したレースカーは、エマニュエル・コラール/クリストフ・タンソー/ジュリアン・ジュスのドライブにより2位に1周差をつけてチェッカーを受けた。

### 2012年
オーク・レーシングは、チームの設計・製造・販売の部門を分割し、オンローク・オートモーティヴと名付けた会社を分社化して設立した。新たに始まるFIA 世界耐久選手権（WEC）のLMP1クラスにオーク・ペスカロロ・01を前年に引き続いて走らせることにした。ペスカロロ・01のLMP2カーは、新たにオンローク・オートモーティヴが設計、製造したLMP2カーに、モーガンのブランド名を付ける提携をした、モーガン・LMP2を発表した。
ペスカロロ・チームからはぺスカロロ・01のLMP1カーは開幕戦の1戦のみの出走で、その後はアストンマーティン・AMR-Oneをベースとした、ペスカロロ・03に切り替えることが予め決定されていた。ペスカロロ・チームがペスカロロ・01を使用する最後の機会となった、セブリング12時間レースにおいて、総合6位・LMP1クラス3位に入った。オーク・レーシングは、セブリングにおいてLMP2クラス2位に入ったが、その後年間ランキング4位に終わった。

### 2013年

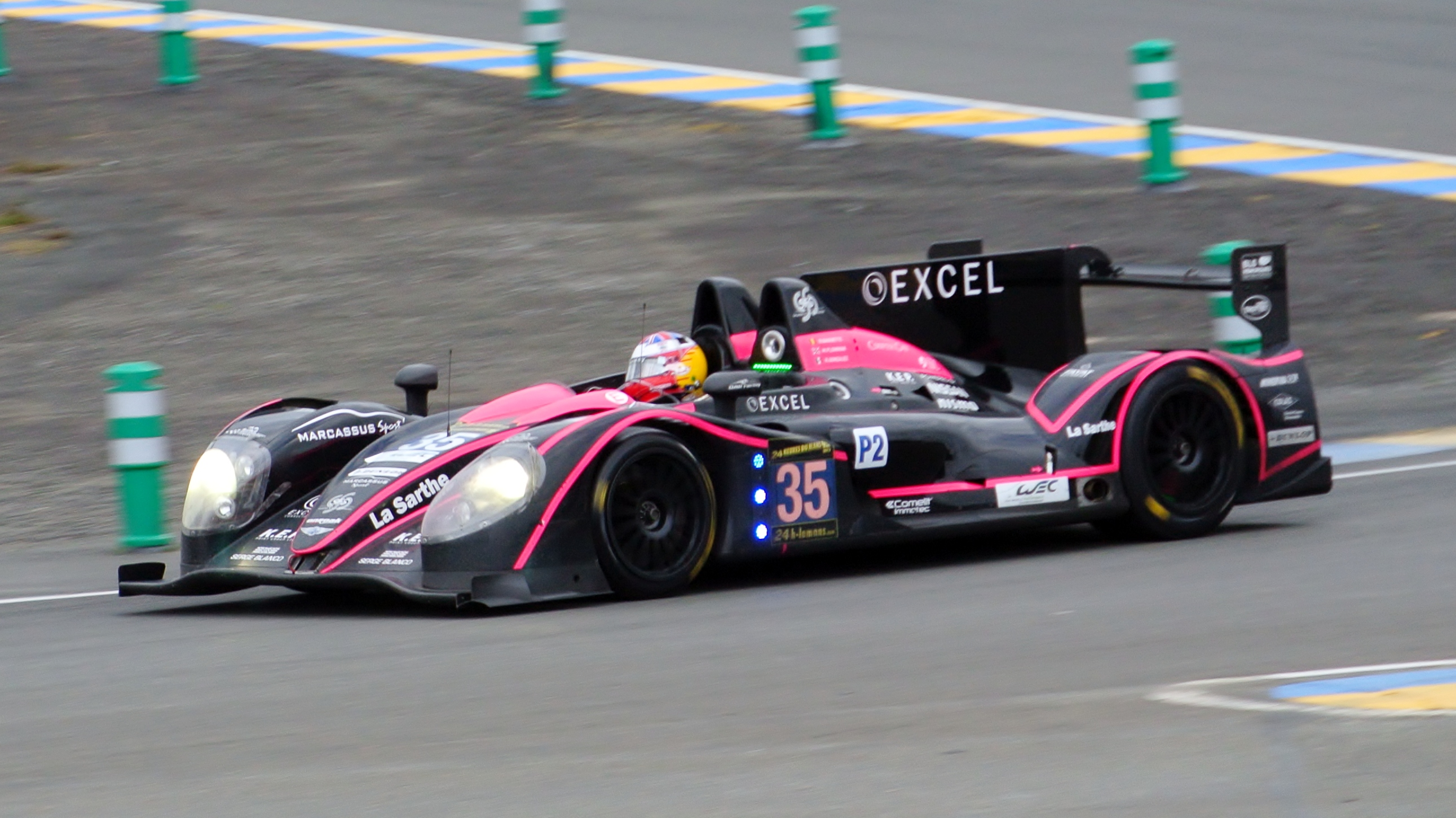
2013年、オーク・レーシングはモーガン・ニッサン・LMP2でル・マン24時間レースでLMP2のクラス優勝を成し遂げた。

オーク・レーシングは、2013年初めにオーク・ペスカロロ・01の退役と、モーガン・LMP2でのレース参戦に集中することを正式に決定した。モーガン・LMP2は、ニッサン・VK45DEエンジンを新たに搭載し、ル・マン24時間レースのLMP2クラス優勝を果たし、さらにアジアン・ル・マン・シリーズとFIA 世界耐久選手権の両タイトルを獲得するなど、輝かしい成功を謳歌したシーズンとなった。

### 2014年
オーク・レーシングは、FIA 世界耐久選手権のエントリーリストに記載されたエントリー名を「G-ドライブ・レーシング」に変更した。オーク・レーシングはマニュファクチャラー部門であるオンローク・オートモーティブの販売しているモーガン・LMP2のオペレーションに縮小し、その他の運営についてはロシアのG-ドライブ（「G-ドライブ」とはロシアの石油企業のガスプロムのブランド）の関係者が引き継いで、ロシア人ドライバーのロマン・ルシノフにタイトル奪取を全面サポートすることになった。開幕2戦のシルバーストン6時間レースとスパ・フランコルシャン6時間レースでLMP2クラス優勝を挙げている。ル・マン24時間レースの予選では総合13位、クラス3位の順位につけたが、決勝ではリタイアだった。しかしモーガン・LMP2を使用するラルブル・コンペティションから井原慶子が参戦しクラス9位、総合14位となった。シーズン中盤にはオンローク・オートモーティブが開発したリジェ・JS P2がモーガン・LMP2に替わって使用された。

### 2015年

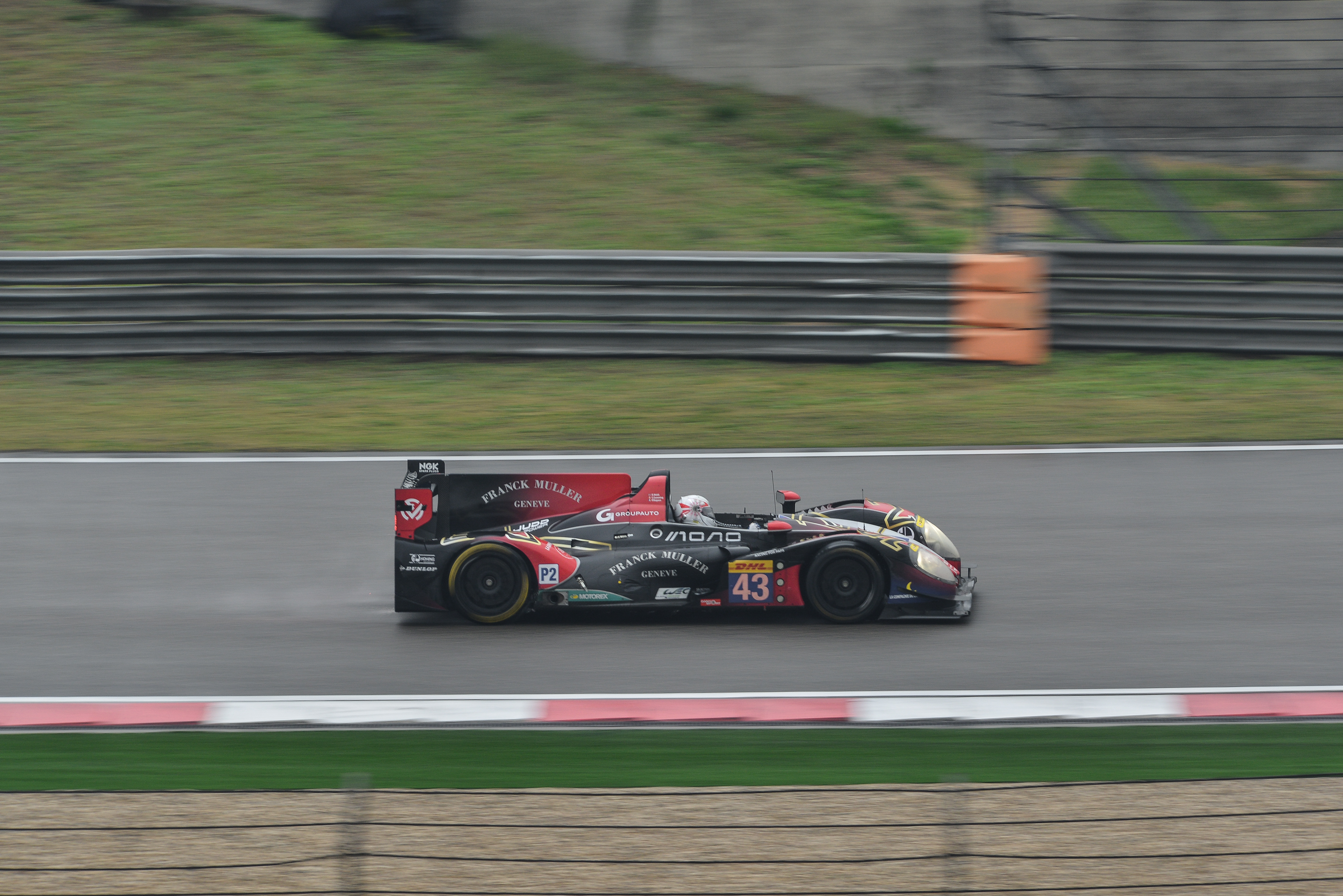
チーム・SARD Morand

日本のサードがスイスのモラン・レーシングとジョイントし、FIA 世界耐久選手権にLMP2クラスからモーガン・LMP2 Evoでフル参戦を発表した。チーム名はSARD-Morand。しかし交渉に問題が発生し、結果当初乗る予定であった日本エントリーの39号車の嵯峨宏紀とクリスチャン・クリエンは結局一戦も走る事ができず、スイスエントリーの43号車のみの参戦となり、その1台にサードのバッジネームでジャッド製エンジン(MORGAN-EVO SARD)が供給される形となった。また18年ぶりにル・マン24時間レースの復帰を果たしたが、結果はリタイヤだった。

### 2016年
ル・マン24時間レースの「ガレージ56」枠で、炎壊疽性筋膜炎によって四肢を切断したフランス人ドライバーのフレデリック・ソーセ(Frederic Sausset)が率いる「ソーセ・レーシングチーム41」（「SRT41」）が出走権を得たが、チームの2人の健常者のドライバーのみならず手足のないソーセでもドライブ出来るように改造したモーガン・LMP2が出走を果たしている。賞典外だが完走を果たし、総合38位に入った。